# Waldmühlbach

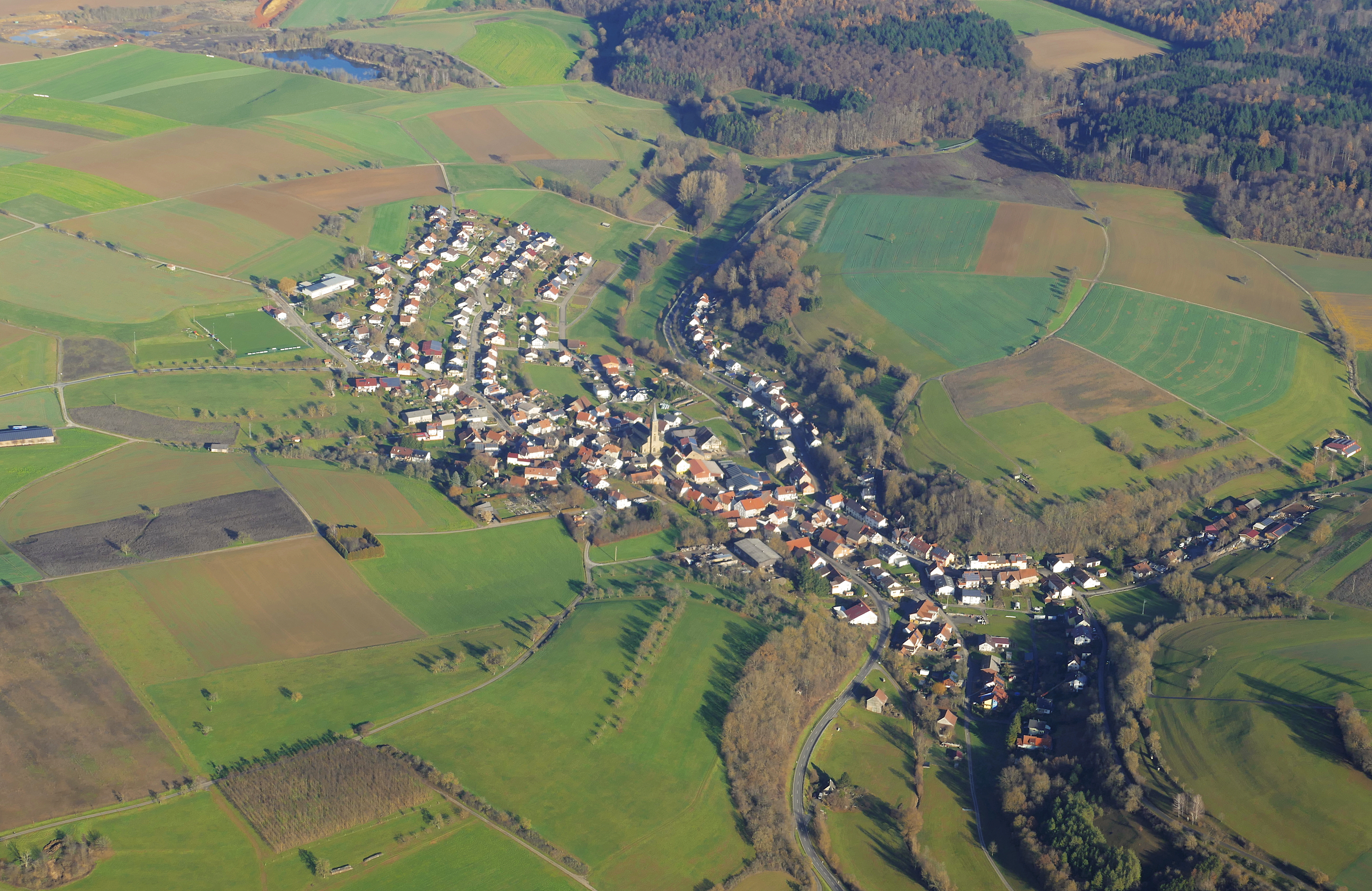
Luftbild von Waldmühlbach am 19. Dezember 2020 von Süden nach Norden

Waldmühlbach ist ein Ortsteil der Gemeinde Billigheim im Norden Baden-Württembergs.

## Geographie
Waldmühlbach ist der östlichste Ortsteil der Gemeinde Billigheim und liegt zwischen Billigheim und Roigheim.

## Geschichte
Die erste urkundliche Erwähnung Waldmühlbachs stammt aus dem Jahr 1108. Der Propst des Würzburger Neumünsterstifts übertrug seinen Besitz in Waldmühlbach an das Kloster Comburg. Waldmühlbach entwickelte sich um eine einzelne Hofanlage. 1305 verkaufte das Kloster Waldmühlbach an das Julianenstift in Mosbach. 1358 gelangte Waldmühlbach an Kurmainz und war seither Teil der Kellerei Allfeld.
Im Dreißigjährigen Krieg wurde auch die Gemarkung Waldmühlbach weitgehend verwüstet. Um 1700 ging der Sitz der Kellerei von Allfeld nach Billigheim über. Kurmainz war Landesherr. Die Zenthoheit im Ort lag hingegen beim Herzogtum Württemberg. Waldmühlbach gehörte zur Zent Möckmühl.
Im Reichsdeputationshauptschluss wurde 1803 aus der kurmainzischen Kellerei Billigheim die Grafschaft Leiningen-Billigheim gebildet. Die Grafschaft kam 1806 ans Großherzogtum Baden. Jedoch behielt der Graf als Standesherr einige Vorrechte. Bis 1830 waren die Bauern dem Standesherrn fronpflichtig und bis zur Revolution 1848/1849 auch steuerpflichtig.
Am Anfang des 19. Jahrhunderts gingen die historisch geprägten Strukturen am Ort verloren. Im Großherzogtum Baden entwickelten sich Freiräume und Waldmühlbach wurde eine selbstverwaltete Gemeinde.
1952 wurde der Ort vollständig an eine öffentliche Wasserversorgung angeschlossen.
Am 31. Dezember 1973 wurde Waldmühlbach in die Gemeinde Billigheim eingegliedert.

## Religionen
Durch die lange Zugehörigkeit zu Kurmainz ist Waldmühlbach größtenteils katholisch geprägt. Heute sind 70 % der Bevölkerung katholisch, 15 % evangelisch. Es existiert eine katholische Pfarrgemeinde am Ort. Seit der Mitte des 17. Jahrhunderts ist Katzental eine Filialgemeinde.
Die Pfarrgemeinde ist jetzt Teil der Seelsorgeeinheit Billigheim-Schefflenz.

## Einwohnerentwicklung
| Jahr | Einwohnerzahl |
| ---- | ------------- |
| 1894 | 674           |
| 1933 | 609           |
| 1939 | 586           |
| 1945 | 651           |
| 1961 | 681           |
| 1970 | 671           |
| 2007 | 633           |

## Wappen
Die Blasonierung lautet: In halbgespaltenem und geteiltem Schild oben vorne in Gold ein vierspeichiges schwarzes Mühlrad, hinten in Silber ein blauer Wellenschrägbalken, unten in Blau ein rot bewehrter, rot bezungter silberner Adler.

## Sehenswürdigkeiten
Die katholische Pfarrkirche St. Nikolaus in der Ortsmitte wurde 1886 nach Plänen von Ludwig Maier als dreischiffige Basilika im Stil des Historismus mit Anklängen an Gotik und Romanik erbaut. Das der Kirche gegenüberliegende Schul- und Rathaus stammt von 1837. Es war bis 1965 das Schulhaus des Ortes. Bis 1881 war in dem Gebäude gleichzeitig das Rathaus.

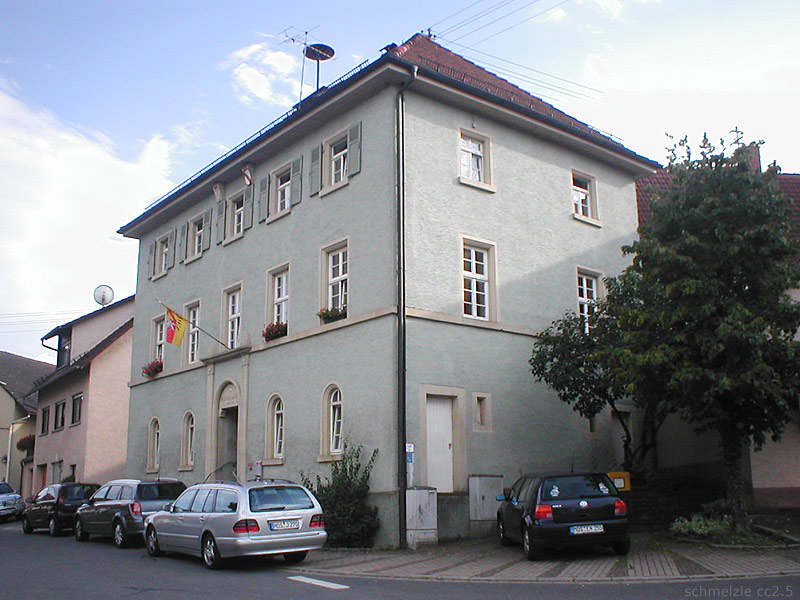
Ehemaliges Schul- und Rathaus
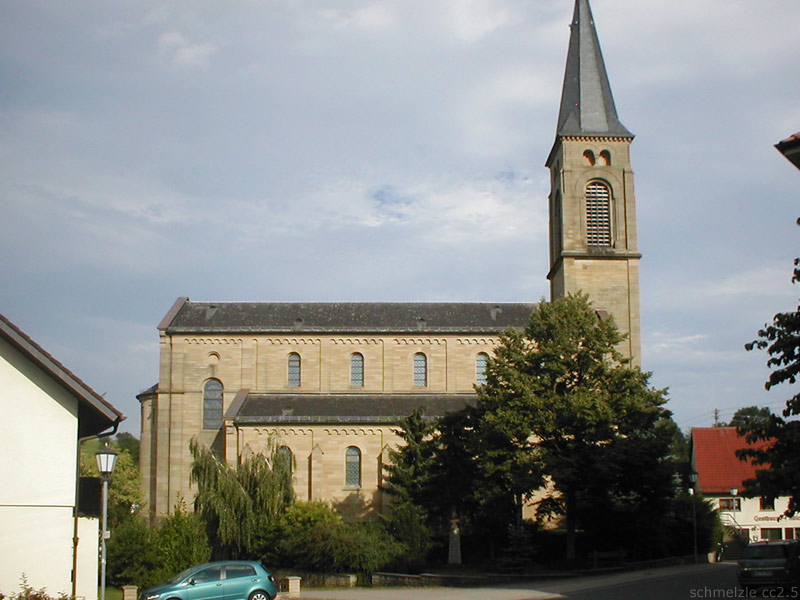
Katholische Kirche St. Nikolaus